# 1100. grenadirski polk (Wehrmacht)
1100. grenadirski polk (izvirno nemško 1100. Grenadier-Regiment; kratica 1100. GR) je bil pehotni polk Heera v času druge svetovne vojne.

## Zgodovina
Polk je bil ustanovljen 11. julija 1944 kot sestavni del 550. grenadirske divizije; 22. julija istega leta je bil preimenovan v 12. grenadirski polk. 